# FHSS
FHSS (Frequency-hopping spread spectrum, espectro de difusão em frequência variável em tradução livre) é um método de transmissão de sinais de rádio que consiste na mudança constante da portadora através de vários canais de frequência, usando uma sequência pseudoaleatória conhecida por ambos transmissor e receptor.
Uma transmissão de espectro variável oferece três vantagens principais sobre uma transmissão de frequência fixa:
1. Alta resistência a interferências;
2. Dificuldade de intercepção;
3. Compartilhamento de banda com diversos tipos de transmissores convencionais e com interferência mínima.

A transmissão de espectro se comporta de forma aleatória de acordo com o fluxo de interferência externa, respeitando uma sequência de RF estipulada para a portadora. Essa sequência comporta basicamente 5 frequências de transmissão para uma banda no nível de 2.4Ghz, sendo elas: 2.449 GHz, 2.452 GHz, 2.448 GHz, 2.450 GHz, 2.451 GHz.